# 王昆 (1955年)
王昆（1955年5月—），男，辽宁人，中华人民共和国外交官，曾任中华人民共和国驻长崎总领事。

## 生平
毕业于大连外国语学院。1980年，进入中华人民共和国外交部工作，先后在世界知识出版社、驻日本大使馆、外交部干部司、驻福冈总领事馆、外交部总务司任职。1998年，任外交部离退休干部局副局长。2002年6月，出任中华人民共和国驻长崎总领事。。2007年2月，自驻长崎总领事离任。